# Lattanzio da Rimini

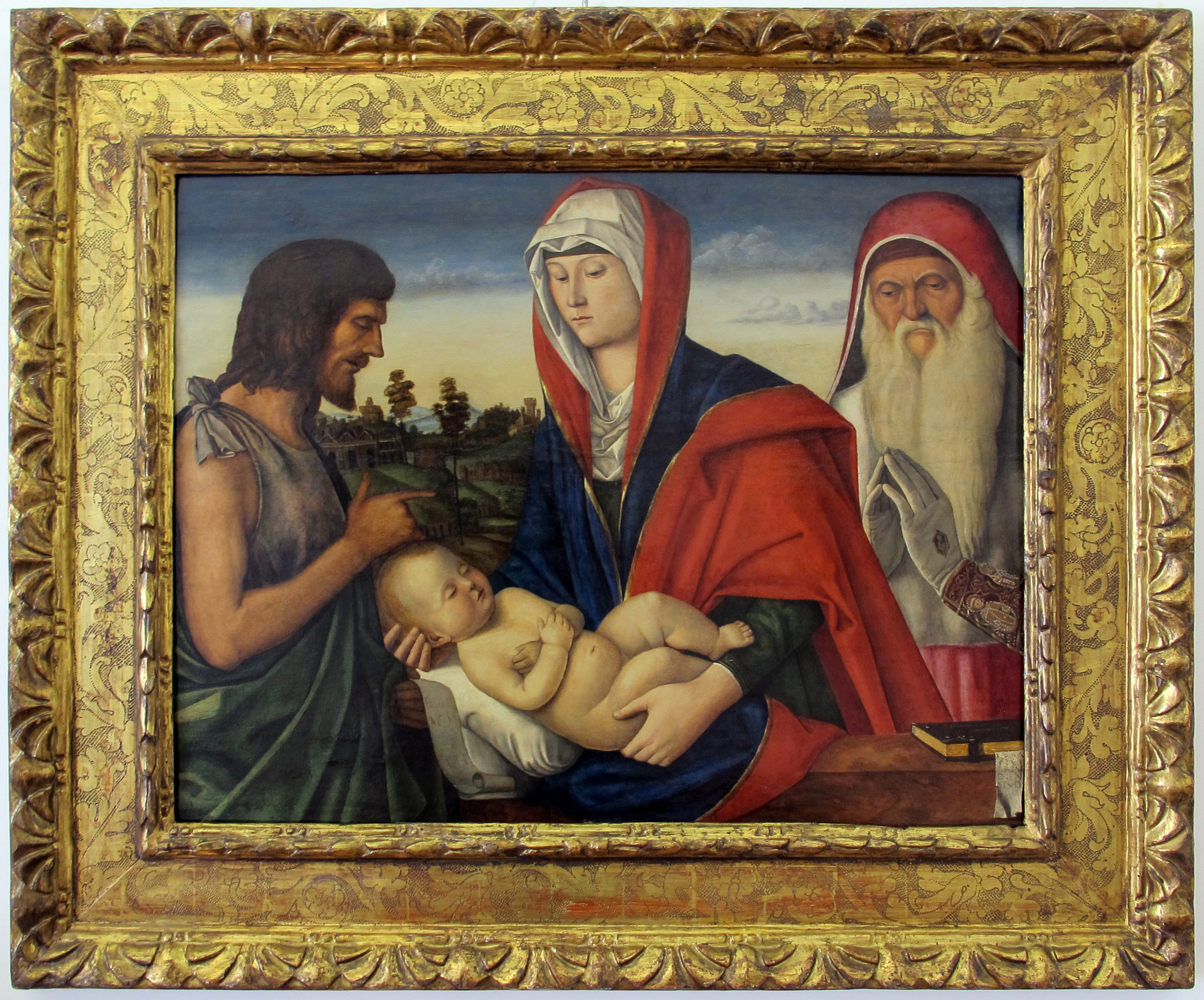
Sacra conversazione, målning av Lattanzio da Rimini, Riminis stadsmuseum.

Lattanzio da Rimini var en italiensk konstnär född i Rimini.
Lattanzios da Rimini födelseår är inte känt men hans namn finns dokumenterat år 1492 då han var assistent åt Giovanni Bellini när den stora rådssalen i Dogepalatset dekorerades. Målningar som förstördes i branden 1577. Förutom Lattanzio och Bellini var också konstnärerna Cristoforo Caselli, Marco Marziale, Vincenzo dalle Destre och Francesco Bissolo verksamma där.
En målning från 1490-talet signerad Lattanzio fanns på Schlossmuseum i Berlin men förstördes 1945. 1495 var Lattanzio ännu verksam i Dogepalatset och 1499 utförde han en ”Sankt Marcus predikan”  i kyrkan S. Maria dei Crociferi i Cannaregio i Venedig
1505 har ”Latantio de Ariminio” signerat en tavla föreställande Johannes döparen mellan apostlarna Petrus och Johannes till kyrkan S. Giovanni Battista i byn Mezzoldo.
En annan av Lattanzio signerad tavla finns på ”Museo della Città di Rimini” föreställande den Heliga Jungfrun mellan Johannes döparen och Hieronymus.
1509 var Lattanzio tillbaka i sin födelsestad Rimini och finns noterad som medlem i stadens styrelse åren 1511 och 1524.